# Borås (Gemeinde)
Koordinaten: 57° 43′ N, 12° 57′ O

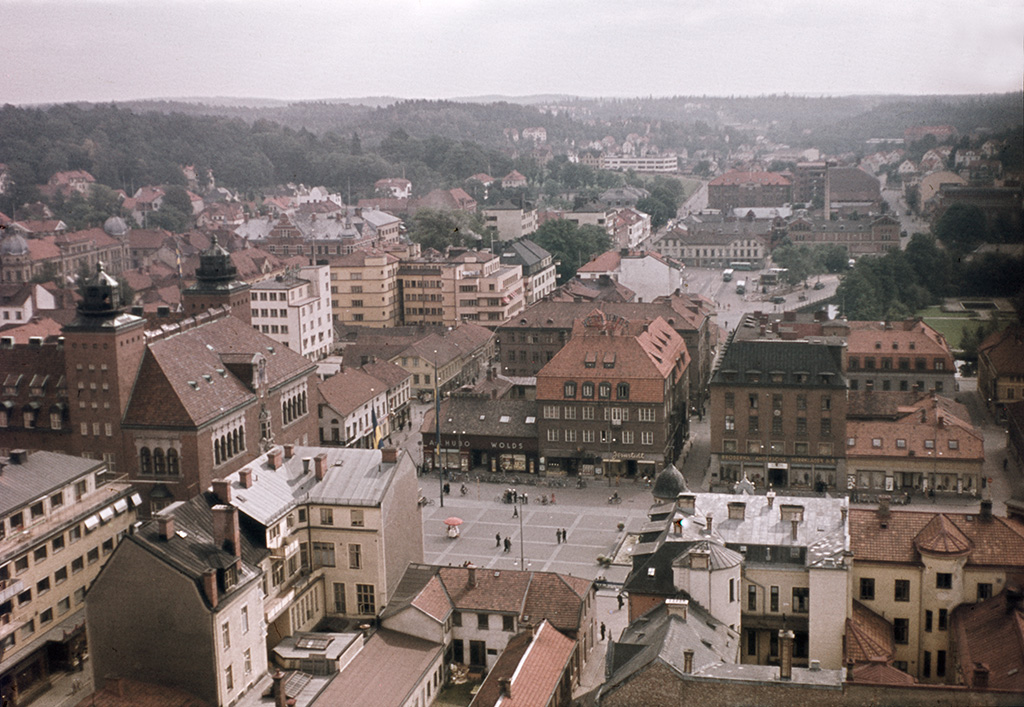
Zentrum von Borås mit Hauptplatz und Rathaus (links)

Borås ist eine Gemeinde (schwedisch kommun) in der schwedischen Provinz Västra Götalands län und der historischen Provinz Västergötland. Der Hauptort der Gemeinde ist Borås.

## Geschichte
Die Gemeinde Borås wurde 1971 durch die Zusammenlegung der Stadt Borås und der Landgemeinde Brämhult gebildet. 1974 kamen weitere Gemeinden aus der Umgebung hinzu, wobei 1995 die Gemeinde Bollebygd wieder ausgegliedert wurde.
Vor der Zusammenlegung von Älvsborgs län, Skaraborgs län und Göteborgs och Bohus län zu Västra Götalands län gehörte Borås zur Provinz Älvsborg.

## Orte
Folgende Ortschaften (tätorter) haben mindestens 200 Einwohner (in Klammern, Stand: 31. Dezember 2017):
| - Aplared – 470 - Äspered – 296 - Borås – 73.058 - Borgstena – 424 - Bosnäs – 435 - Bredared – 334 - Dalsjöfors – 3.702 - Dannike – 448 - Fristad – 5.502 | - Gånghester och Målsryd – 2 515 - Hedared – 324 - Kinnarumma – 362 - Rångedala – 418 - Rydboholm – 990 - Sandared, Sjömarken och Viared – 6.975 - Sandhult – 569 - Viskafors – 3.697 |

## Partnerstädte
- Deutschland: Espelkamp, seit 1995
- Norwegen: Molde, seit 1944
- Finnland: Mikkeli, seit 1940
- Dänemark: Vejle, seit 1947